# Invasion italienne de l'Albanie
Seconde Guerre mondiale
Batailles
- Invasion de l'Albanie
- Guerre italo-grecque
- Invasion de la Yougoslavie
- Opération Châtiment
- Bataille de Grèce
- Opération Abstention
- Bataille de Crète
- Campagne de la mer Noire

L’invasion italienne de l'Albanie est une campagne militaire menée du 7 au 12 avril 1939 par le royaume d'Italie contre le Royaume albanais, dans le cadre de la politique expansionniste de Benito Mussolini. Vue  la disproportion des forces, l'Albanie est rapidement vaincue, le roi Zog Ier est contraint à l'exil. 
Les sources secondaires considèrent généralement l'Albanie comme une colonie italienne après 1939, voire à partir de 1928, quand l'Albanie devint un État satellite de l'Italie. Juridiquement, ce n'était cependant pas une colonie, mais un protectorat, puis, de 1939 à 1943, une union personnelle entre les royaumes d'Italie et d'Albanie sous le sceptre du roi d'Italie : Victor-Emmanuel III.

## Forces engagées dans l'opération

### L'Armée albanaise en avril 1939
Au total, l'armée de terre (Ushtria Kombëtare en albanais) comprend 780 officiers et 13 000 sous-officiers et soldats armés de 240 mitrailleuses, 10 700 fusils et 1 104 revolvers et pistolets.
Elle se compose comme suit :
- Garde royale - Garda Mbretnou : depuis 1936, elle s'organise autour d'un état-major, d'une compagnie de « Cérémonie », d'un escadron de cavalerie, d'un bataillon d'infanterie, d'une fanfare et d'une batterie d'artillerie réunissant 152 canonniers ;
- 6 bataillons de garde-frontières royaux ;
- 12 bataillons d'infanterie et 2 escadrons d'infanterie motorisée.

À ces unités s'ajoutent quelques unités de gendarmerie, une force de police et une modeste marine de guerre.

### Corps expéditionnaire italien
Le corps expéditionnaire italien est composée de trois corps d'armée regroupés pour l'invasion du pays. Ces corps d'armée doivent être déployés en trois jours.
Le 1er groupe d'invasion, engagé le 7 avril 1939 dans les opérations de débarquement en vue d'établir une tête de pont, est divisé en trois colonnes :
- 1re colonne : colonel Scattini, avec pour objectif Scutari :
  - 3e, 6e et 28e bataillons de bersaglieri,
  - 2e compagnie du bataillon d'infanterie de marine San Marco ;
- 2e colonne : général Messe, avec pour objectifs Durazzo et Tirana :
  - 2e, 10e, 14e, 17e et 27e bataillon de bersaglieri,
  - 1er bataillon du 47e régiment d'infanterie,
  - 8e et 10e escadrons de chars légers,
  - 1er et 2e Bataillons de Grenadiers aérotransportés,
  - 1 batterie d'Artillerie et 1 batterie de DCA ;
- 3e colonne : colonel Bernardi, avec pour objectifs Santi Quaranta et Argirocustro :
  - 20e et 33e bataillons de bersaglieri,
  - 3e groupe rapide de chars San Giorgio,
  - 1re compagnie du bataillon d'infanterie de marine San Marco.

Le 2e groupe, débarqué le 8 avril, regroupe essentiellement l'état-major et des régiments d'artillerie :
- État-major et IIe Bataillon du 47e Régiment d'Infanterie
- 9e Bataillon de mitrailleurs ;
- Escadrons du 6e Régiment de Lanciers Aosta et du 4e Régiment de Cavalerie Genova ;
- 15e et 17e Batteries d'artillerie lourde

Le 3e Groupe, débarqué le 9 avril, est destiné à l'occupation du pays.
- État-major de la 23e Division d'Infanterie;
- 2e Bataillon du 47e Rgt d'infanterie;
- 97e Bataillon de Chemises noires
- 14e Régiment d'Artillerie de campagne.

## Le contexte

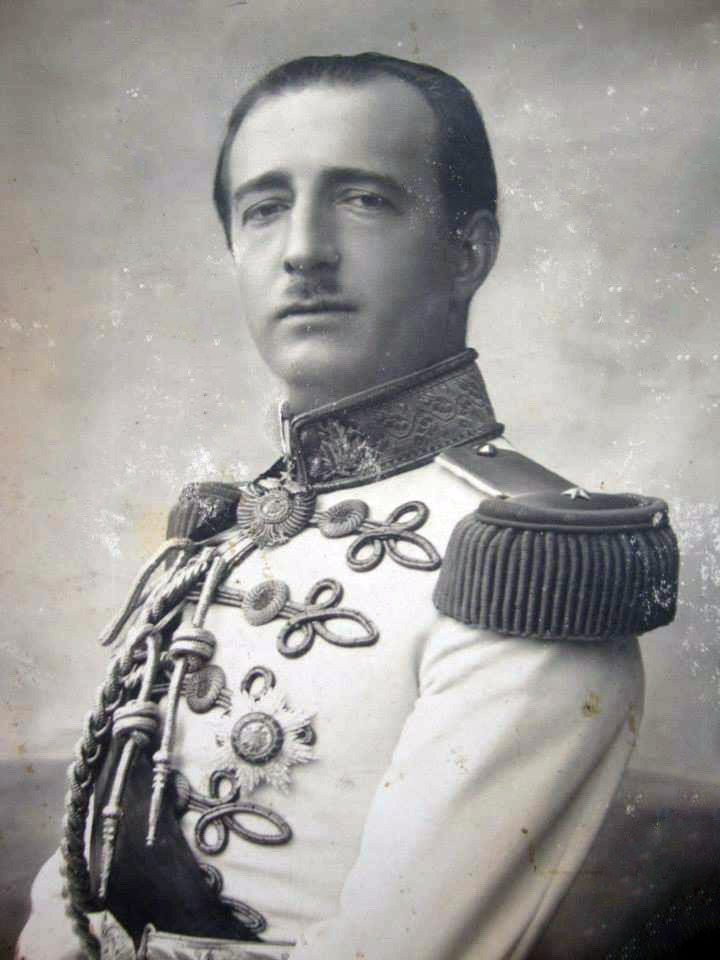
Photographia de Zog I Skanderbeg III roi des Albanais (1895–1961)

Parce qu'elle permet de tenir l'autre rive du détroit d'Otrante, l'Albanie est stratégiquement importante pour l'Italie. Le port de Vlora / Vlorë et l'île de Saseno / Sazan (situés à l'entrée de la baie de Vlorë), possèdent un intérêt considérable aux yeux des militaires italiens, permettant à l'Italie de verrouiller la mer Adriatique. En outre, l'Albanie est, pour l'Italie, une tête de pont dans les Balkans.
Avant la Première Guerre mondiale, l'Italie et l'Autriche-Hongrie jouèrent un rôle déterminant dans la création d'un État albanais indépendant, empêchant la Serbie d'accéder à l'Adriatique. Puis, lors du déclenchement du conflit, les Italiens saisirent l'occasion d'occuper la moitié sud du territoire albanais, afin d'éviter qu'il ne soit envahi par les Grecs ou les Austro-Hongrois, conformément au Pacte de Londres. Ce succès fut de courte durée : le 5 juin 1920 prit fin un ultimatum qu'environ 3 000 paramilitaires albanais avaient fixé aux 20 000 soldats italiens présents aux alentours de Vlora, exigeant le retrait italien du sud de l'Albanie. En raison de l'opposition des puissances alliées (notamment le président américain Woodrow Wilson), de cette résistance albanaise et de problèmes intérieurs en Italie, le président du conseil italien Giovanni Giolitti retira ses troupes en 1920 après la fin des combats le 2 août.
Lorsque Mussolini prit le pouvoir en Italie en 1922, les Italiens se tournèrent de nouveau avec intérêt vers l'Albanie. Rome commença alors à investir dans l'économie albanaise en 1925. Le gouvernement albanais concéda à des entreprises italiennes ses ressources minérales. Ainsi, dans la foulée des traités de paix de 1919 et 1920 puis de la prise du pouvoir par les fascistes en Italie, le royaume d'Italie prend le contrôle de l'île de Saseno / Sazan, puis en 1923 occupe temporairement l'île grecque de Corfou.
L'Italie et l'Albanie signent, dans la capitale albanaise (en 1926, puis en 1927), des accords consacrant une alliance défensive. De plus, le gouvernement albanais bénéficie de prêts des banques italiennes afin de moderniser son économie, l'armée albanaise est formée et instruite par des militaires italiens, et les implantations de colonies de peuplement italiennes sont encouragées.
Malgré cette forte présence italienne, le roi Zog refuse de nouveau de céder à la pression de Rome en refusant de renouveler en 1931 les traités signés en 1926-1927. L'Albanie signe même des accords commerciaux avec le royaume de Yougoslavie et la Grèce en 1934, au grand dam des Italiens, puisque Mussolini n'hésite pas à essayer d'intimider les Albanais en envoyant la Regia marina bloquer leurs ports.
En 1938 le Troisième Reich annexe l'Autriche, et l'Italie cherche à rehausser son prestige de deuxième membre de l'Axe. Comme l'a noté Ciano, alors ministre italien des Affaires étrangères, l'alliance allemande ne joue qu'en faveur du Reich ; l'Italie tente dès lors de mener elle aussi une expansion européenne que Mussolini et ses proches pensaient comparable à l'Anschluss,. Ciano justifie auprès du Duce le plan d'annexion de l'Albanie en prétendant que le pays, riche en matières premières et par son agriculture, aiderait à remplir l'objectif italien d'autarcie. Il envisage aussi, pour faciliter la prise de contrôle du pays, de supprimer le roi et de fomenter des troubles dans différentes régions pour faire intervenir l'armée italienne. Une tentative apparente d'empoisonnement du couple royal est attribuée à Giovanni Giro, un Italien qui tentait de développer une organisation de jeunesse albanaise à l'image de l'Opera Nazionale Balilla fasciste. Le roi Zog ordonne alors le démantèlement des groupements fascistes et pro-italiens.
La naissance prévue en avril 1939 d'un héritier au trône albanais menace les ambitions italiennes. Hitler ayant envahi la Tchécoslovaquie sans en aviser auparavant Mussolini (en mars 1939), le dictateur italien décide de procéder à l'annexion de l'Albanie de la même manière. Cependant, le roi Victor-Emmanuel III critiqua ouvertement le plan du Duce car constituant, selon lui, un risque inutile. Rome, cependant, envoie un ultimatum à Tirana le 25 mars 1939, exigeant entre autres que les Albanais acceptent la présence de troupes italiennes pour la défense extérieure aussi bien que pour le maintien de l'ordre. Après une semaine de tergiversations, les Italiens considèrent l'absence de réponse albanaise comme un refus. Cependant, des négociations s'engagent, laissant Zog espérer le maintien d'une forme de souveraineté, jusqu'à un dernier ultimatum envoyé par l'Italie le 6 avril. Ce même jour, des bateaux italiens viennent chercher leurs ressortissants et des jeunes Albanais manifestent à Tirana pour obtenir des armes pour résister aux Italiens, ce que le roi refuse.

## Les opérations

### Préparation
Le pays réduit à un statut de protectorat de fait de l'Italie, Ciano fait étudier à partir du printemps 1938 les différentes modalités d'annexion de l'Albanie au royaume d'Italie, fixant leur exécution au plus tard au printemps de l'année suivante.

### Opérations militaires

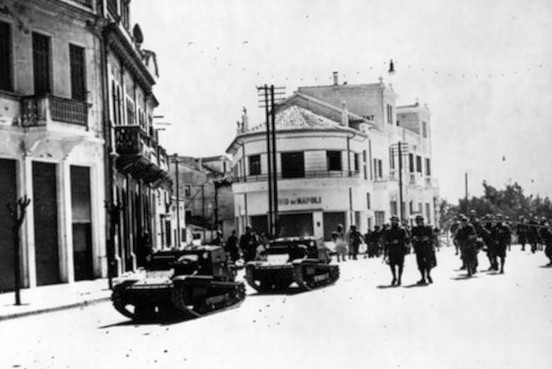
Troupes italiennes dans Durrës, avril 1939.

Le 7 avril 1939, sur ordre de Mussolini, l'armée italienne envahit le royaume d'Albanie. Un corps expéditionnaire dirigé par le général Alfredo Guzzoni et fort de 100 000[réf. nécessaire] hommes et 94 chars, transporté par 18 cargos protégés par une flotte comprenant 2 cuirassés, 7 croiseurs, 13 destroyers et 14 torpilleurs, et divisé en 3 groupes d'assaut principaux, fut débarqué entre le 7 et le 9 avril dans plusieurs ports albanais.

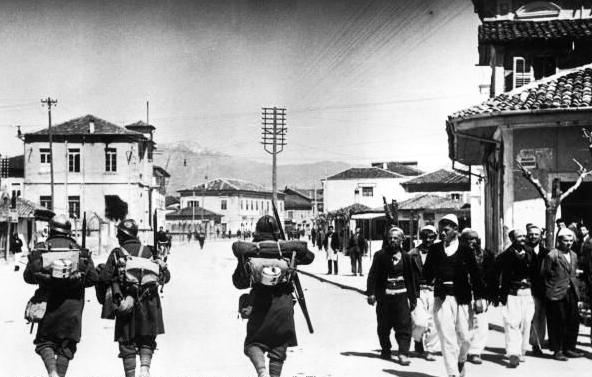
Soldats italiens dans une localité albanaise, avril 1939.

Face à un tel déploiement de moyens humains et matériels, la petite armée albanaise, dont les effectifs, policiers et gendarmes compris, n'atteignaient pas les 20 000 hommes, ne peut résister. Le seul cas connu d'opposition armée fut celui de plusieurs centaines de gendarmes et marins du port de Durrës, dans la zone principale de débarquement, qui non seulement tinrent plus de trente-six heures les soldats italiens en échec, mais repoussèrent leur première tentative de débarquement en force ; ces derniers ne durent leur succès final qu'à l'intervention d'automitrailleuses contre lesquels les Albanais ne pouvaient se défendre. Ainsi, après avoir mis hors de combat plusieurs centaines d'Italiens, les gendarmes et les marins albanais cessèrent le combat.
Le 9 avril, les parachutistes italiens sautent sur la capitale, Tirana, et prennent la ville après quelques combats sporadiques avec l'armée albanaise. Les pertes italiennes s'élèvent à 12 tués et 87 blessés.

## Conséquences

### Annexion
Le royaume rapidement conquis, un nouveau gouvernement, appuyé sur une assemblée constituante convoquée par les Italiens, est constitué le 10 avril 1939 sous l'autorité de Shefqer Vërlaci, président du Conseil fantoche dépossédé des domaines régaliens de la guerre et de la diplomatie, placés dans les mains d'un résident général italien, véritable maître du pays.
Dans le même temps, un Parti fasciste s'installe dans le pays : le Parti fasciste albanais qui dispose des mêmes prérogatives qu'en Italie. Enfin le 17 avril, la couronne d'Albanie est solennellement offerte à Victor-Emmanuel III.
Le royaume, réorganisé dans le cadre d'une union personnelle avec le royaume d'Italie, est utilisé pour justifier des prétentions sur les provinces yougoslaves peuplées d'Albanais, notamment les régions du Kosovo et d'Ohrid,.

### Réactions internationales
Avant même la fin de l'invasion, les réactions internationales se manifestent pour exprimer l'assentiment ou le mécontentement devant l'annexion italienne.
Peu d'États (Bulgarie, Grèce, Turquie, Union soviétique, Yougoslavie) condamnent l'annexion ; les futurs Alliés expriment leur désapprobation tandis que le Troisième Reich, la Hongrie et l'Espagne félicitent le Duce pour son action qui, déclarent-ils, sera bienfaisante pour l'Albanie.
Le 8 avril, Pie XII, lors de l'homélie de Pâques, ne condamne pas l'invasion, mais appelle au respect des biens et des personnes.